# Voxtorps kyrka, Kalmar län
Voxtorps kyrka är en kyrkobyggnad i Voxtorp i Växjö stift. Den är församlingskyrka i Halltorp-Voxtorps församling.

## Kyrkobyggnaden

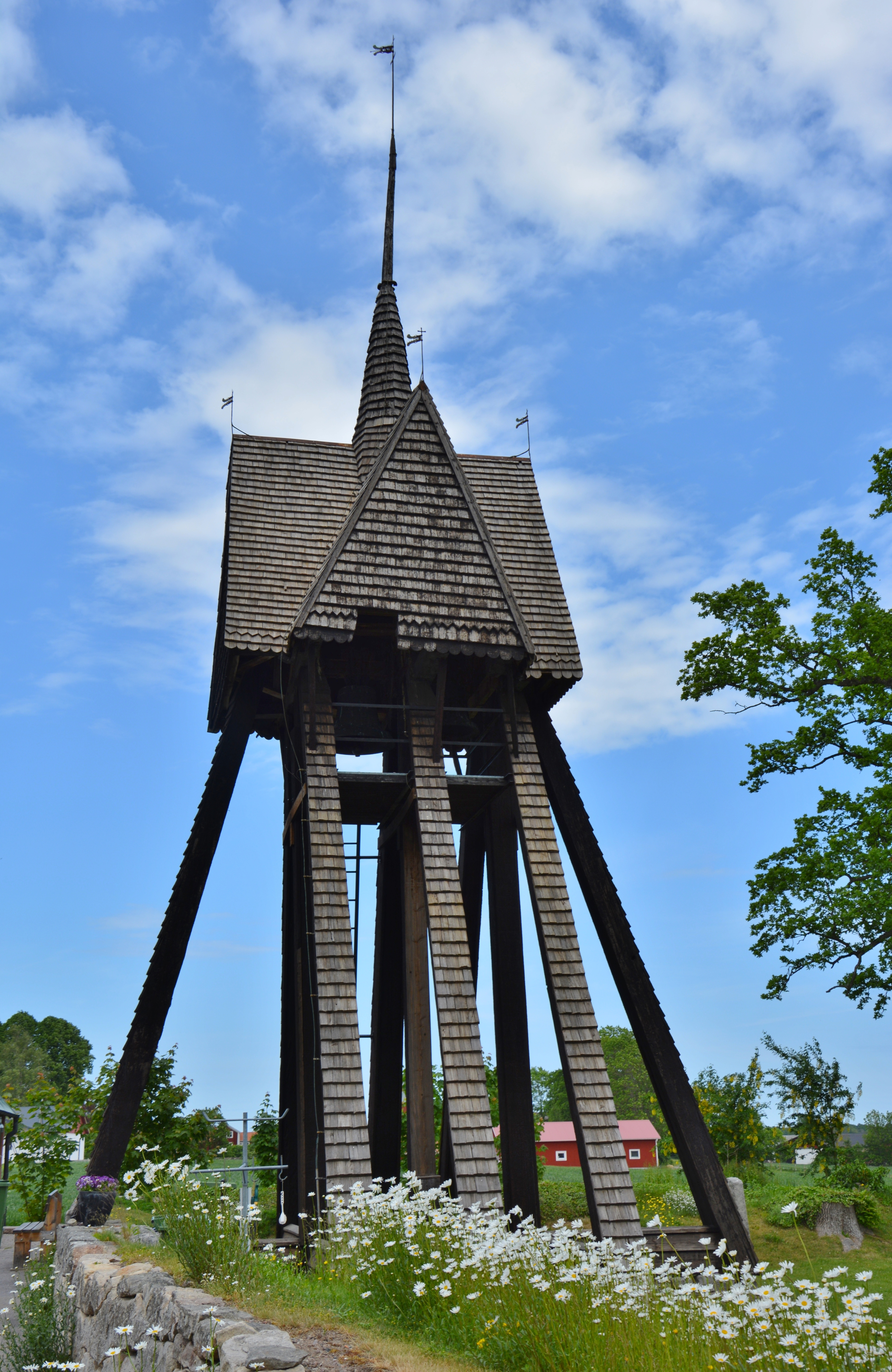
Klockstapeln

Kyrkan, en rundkyrka, uppfördes omkring år 1240 i tuktad sandsten och gråsten. Från början hade den ett U-format kor i öster som under 1400-talet revs och ersattes med ett rektangulärt kor med anslutande sakristia. 
År 1667 rasade det ringformade tunnvalvet in. Tunnvalvet ersattes då med ett platt tak. Kyrkorummets mittpelare bröts ner och skyttevåningen togs bort.
År 1895 revs det medeltida vapenhuset i söder och ersattes med ett vapenhus i väster. Samtidigt revs det platta taket och ersattes av en gipskupol. I väster togs även två nya fönster upp.
År 1958 slog åskan ned i kyrkan som skadades svårt trots att ingen brand uppstod. Påföljande renovering som stod klar 1961 leddes av Erik Lundberg som gav kyrkan ny inredning i modernistisk stil - en del av denna är glasmålningen i högbränt, blyinfattat glas i koret, som gjordes av konstnären Randi Fisher. Formen på det nuvarande korfönstret kan liknas vid ett medeltida korfönster genom sina tre smala spetsbågiga fönsteröppningar. 
Vid renoveringen togs läktaren bort. Orgeln placerades i det tidigare vapenhuset.Den medeltida ingången på sydsidan togs åter upp. Genom dessa åtgärder kom rundkyrkans karaktär att återigen framhävas.
Kyrkan nämns i Horace Marryats reseskildring från 1860 (publicerad i Sverige 1862), där nämns också den gamla dopfunten i granit med runor på bredden, utkastad på kyrkogården.

## Inventarier
- Altare (Fristående)
- Altarring (Flyttbar)
- Korfönster med glasmålningar utförda av Randi Fisher.
- Predikstol
- Dopfunt
- Bänkinredning i halvcirkelform
- Takkrona och lampetter formgivna av Erik Lundberg.
- Medeltida rökelsekar i brons
- Äldre skulpturer föreställande föreställande S:t Olof(på väggen vid dopfunten),S:t Petrus (vid predikstolen),S:t Laurentius(över ingången till sakristian).
- Oljemålning i koret från 1896.

## Bildgalleri

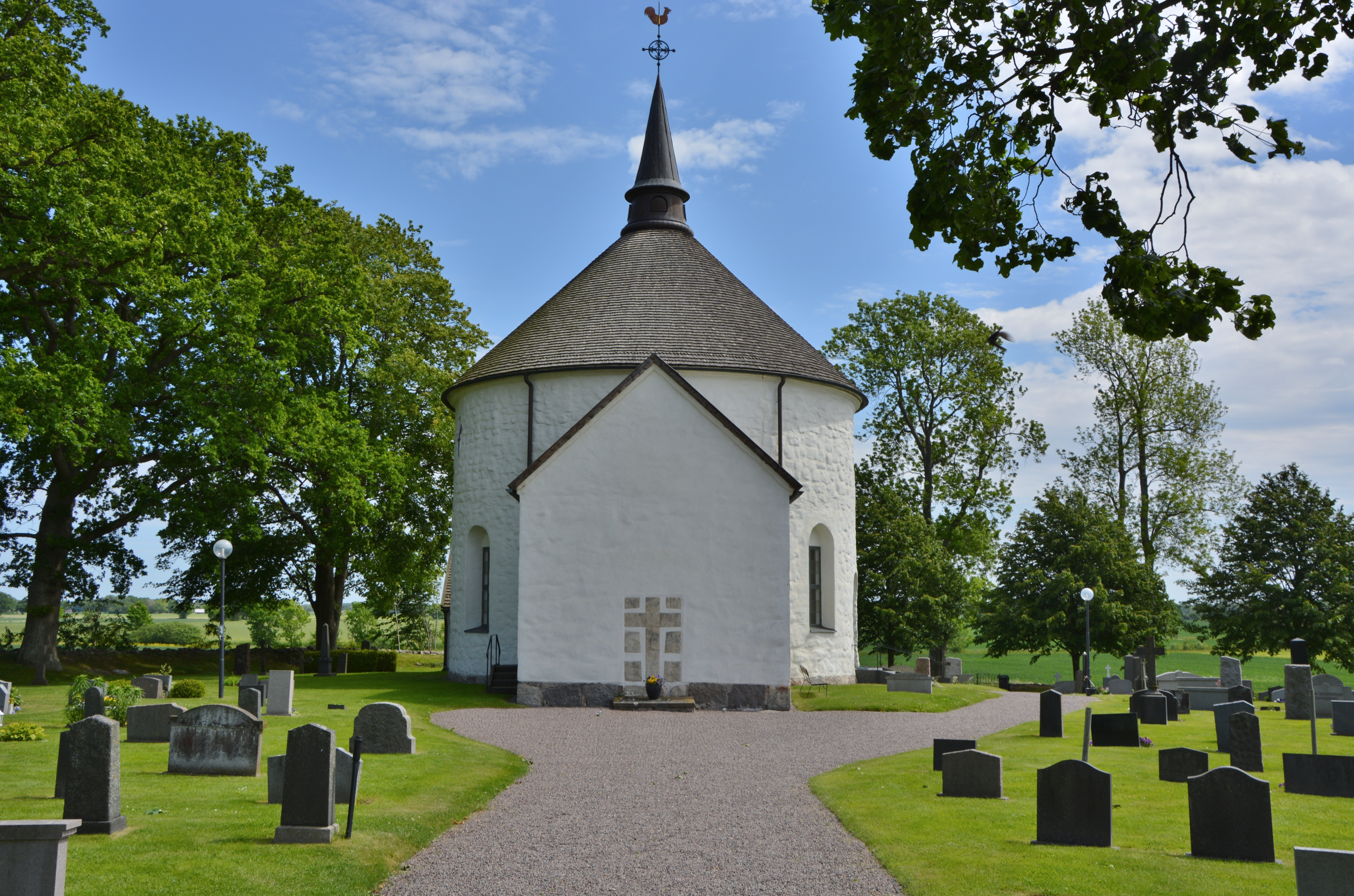
Kyrkan från väster
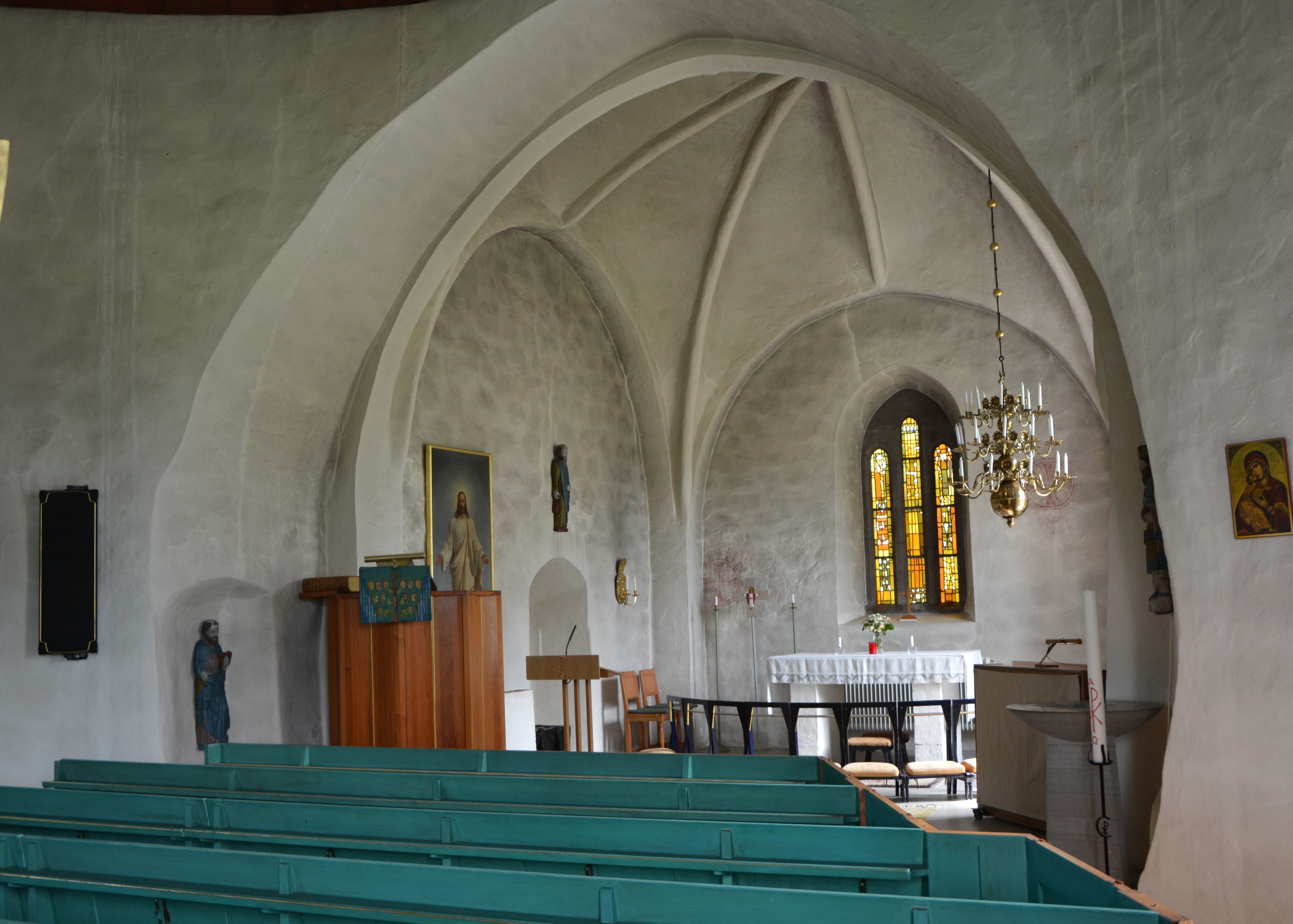
Koret i öster
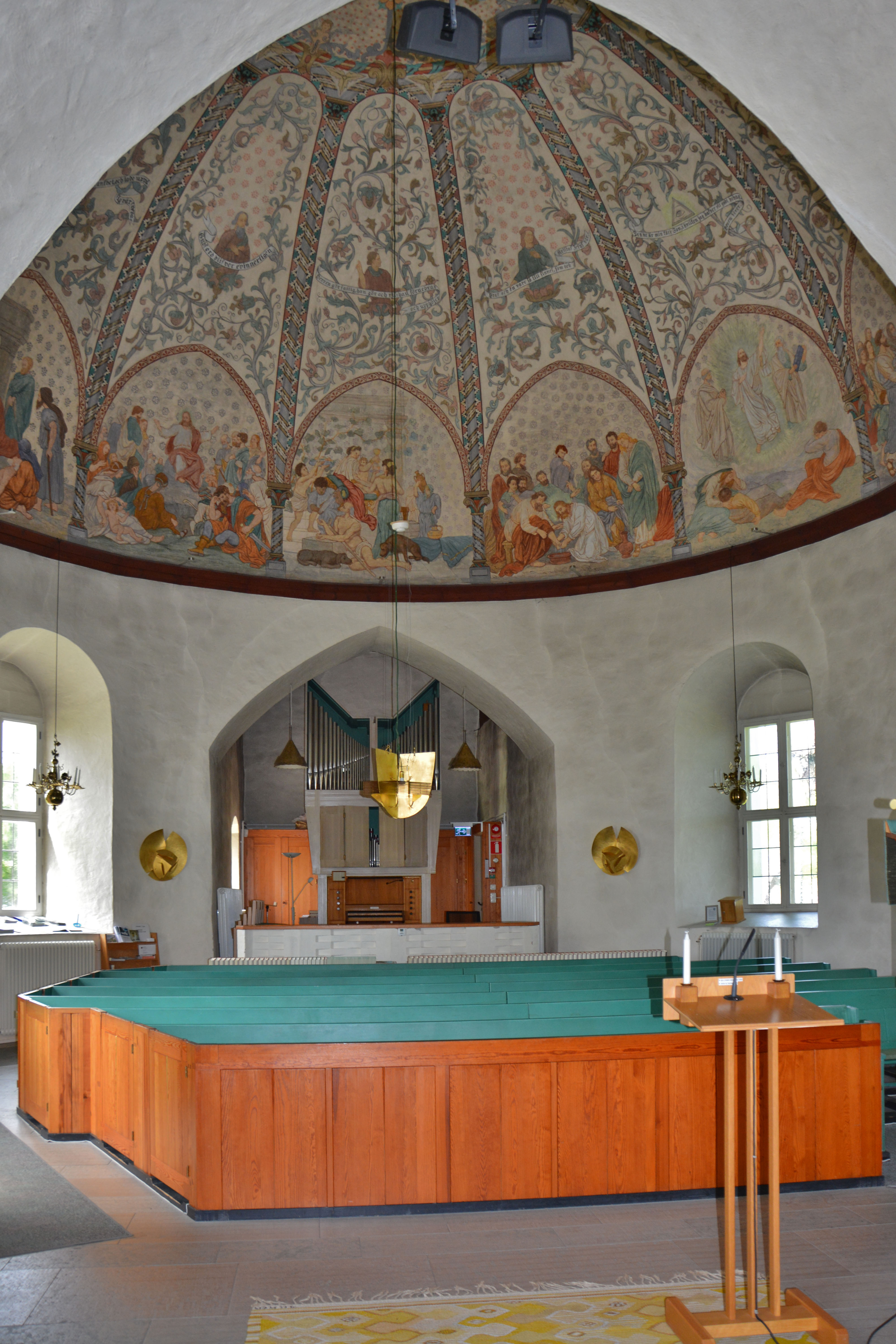
Kyrkorummet mot väster
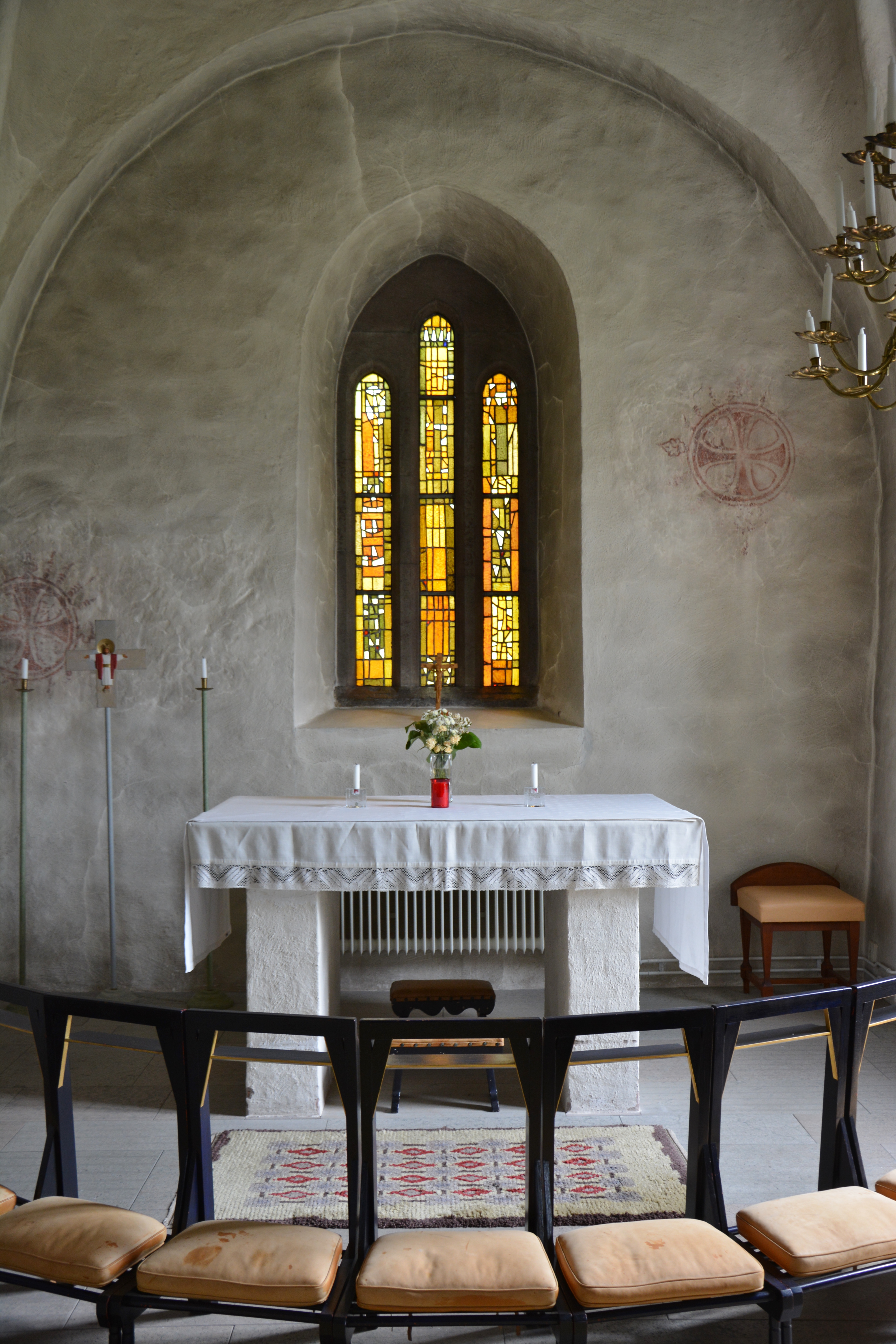
Korabsiden med två konsekrationskors målade på muren.
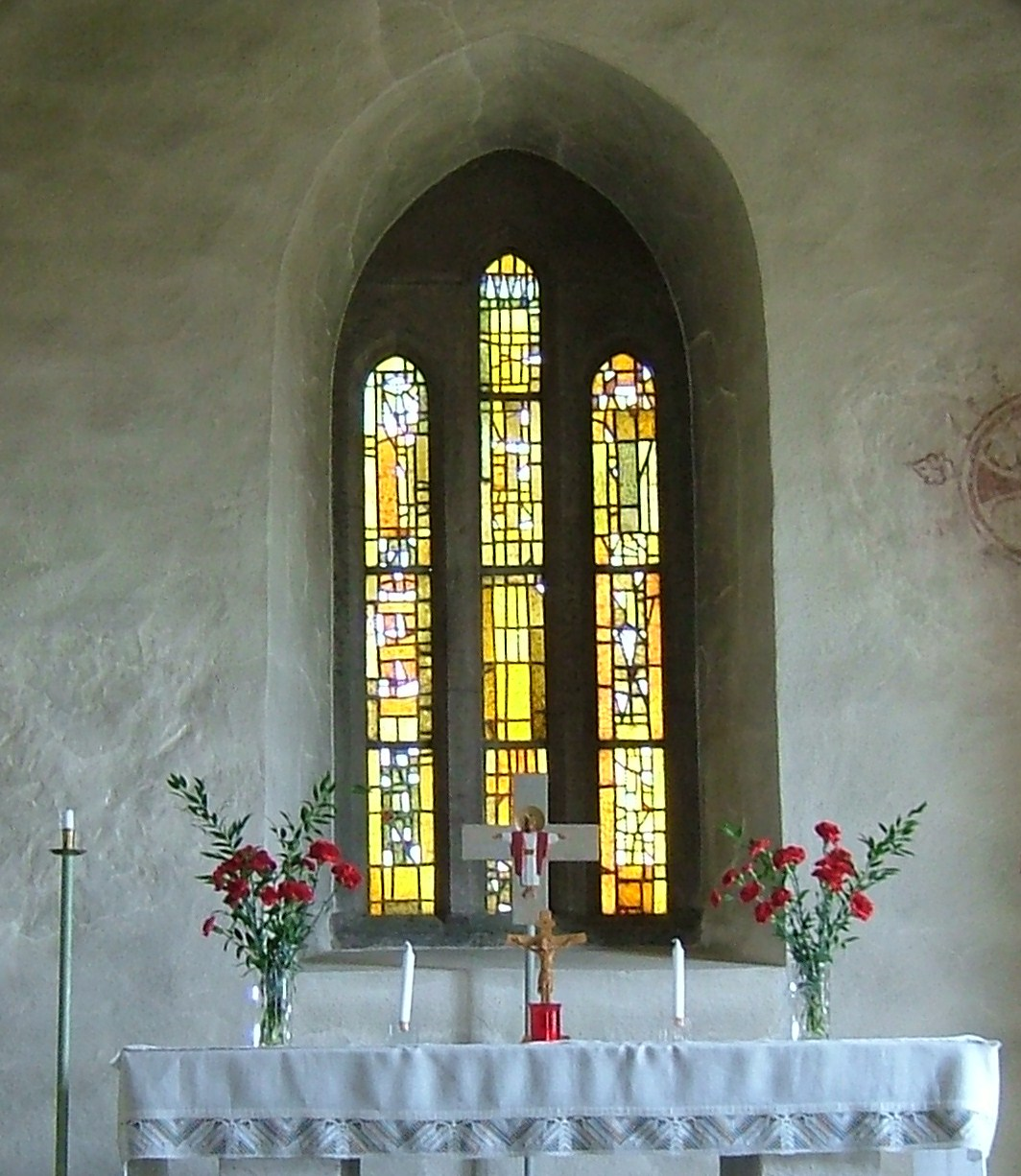
Korfönstret med Randi Fishers glasmålningar
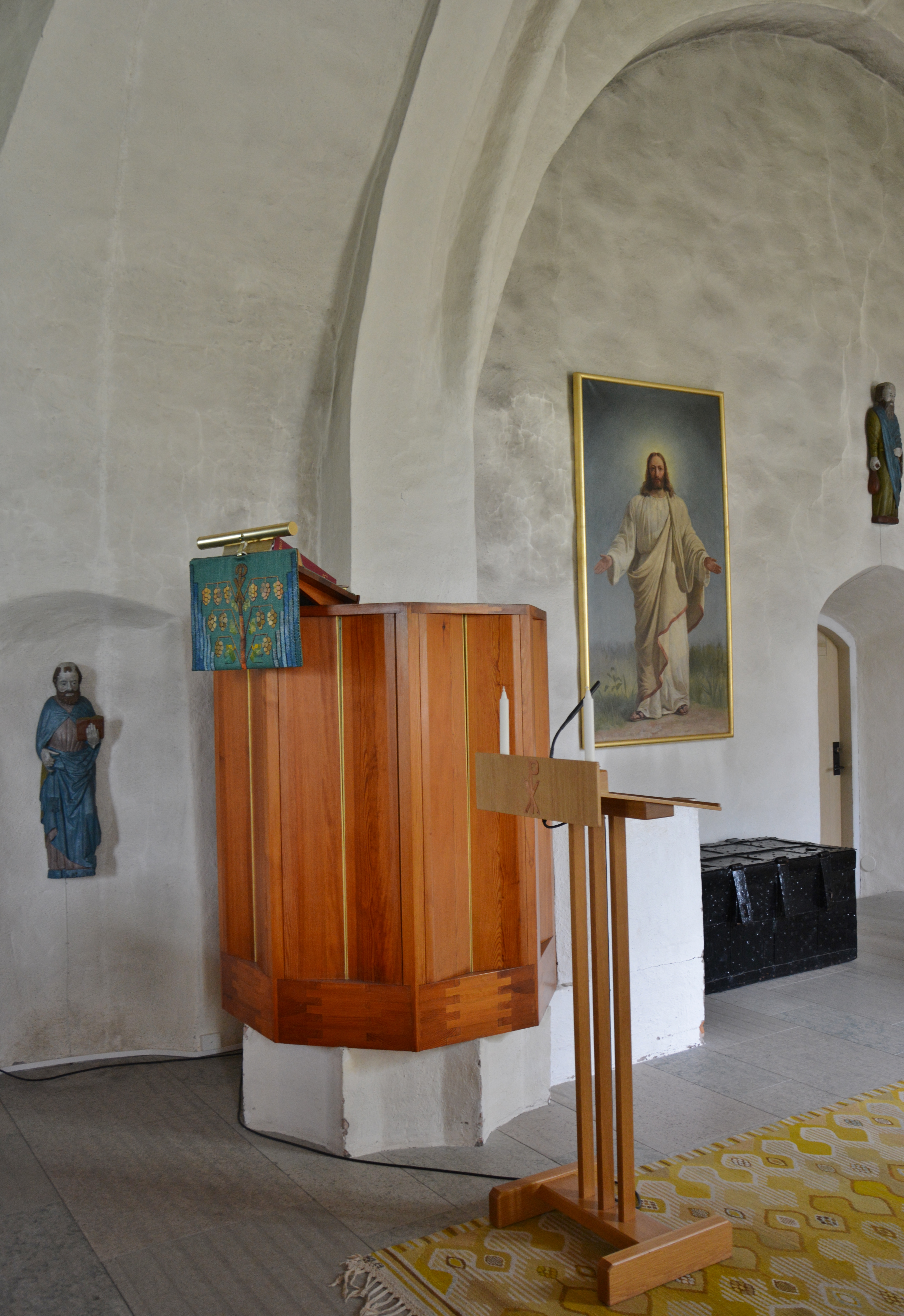
Predikstolen
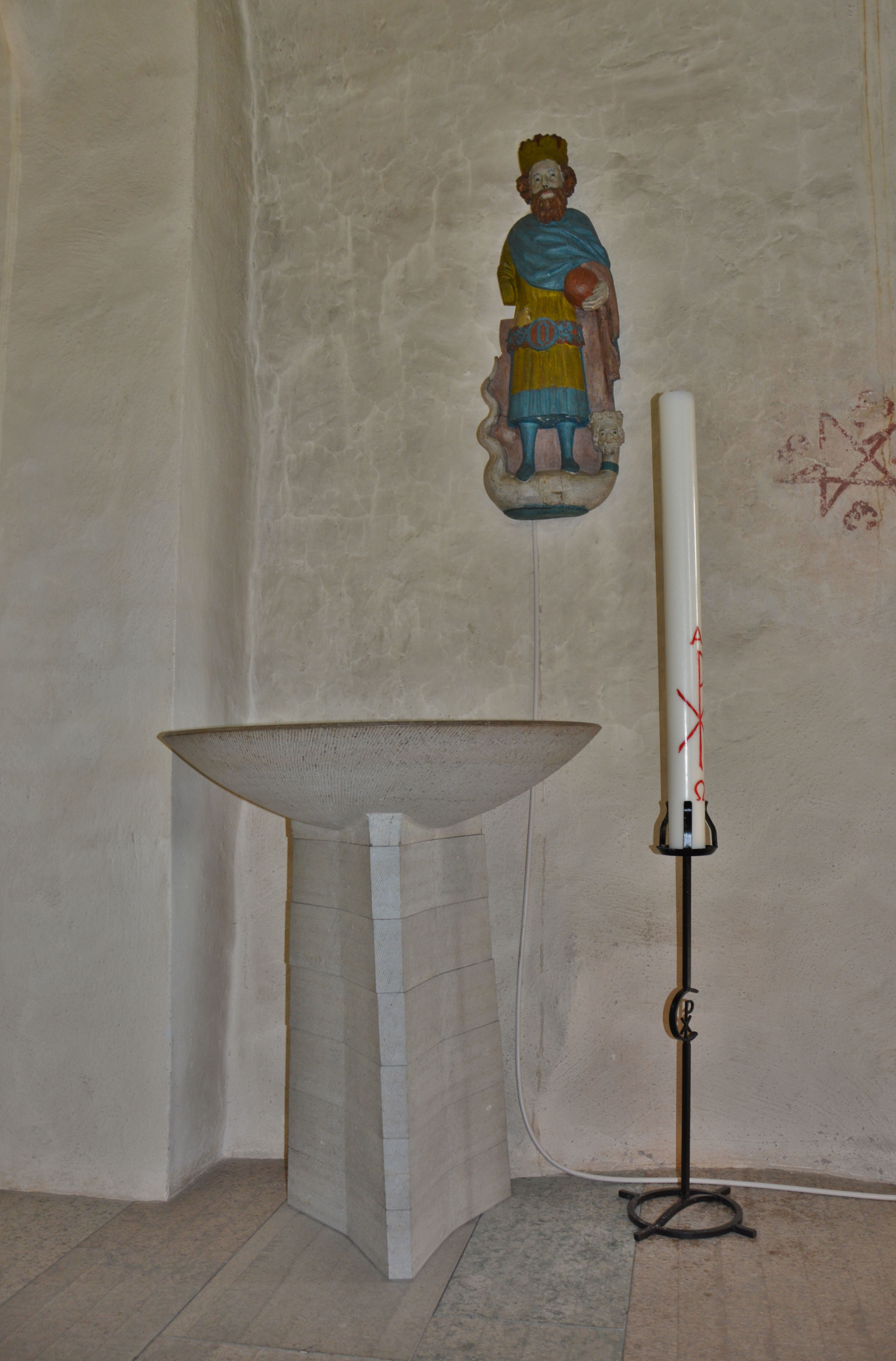
Dopfunt
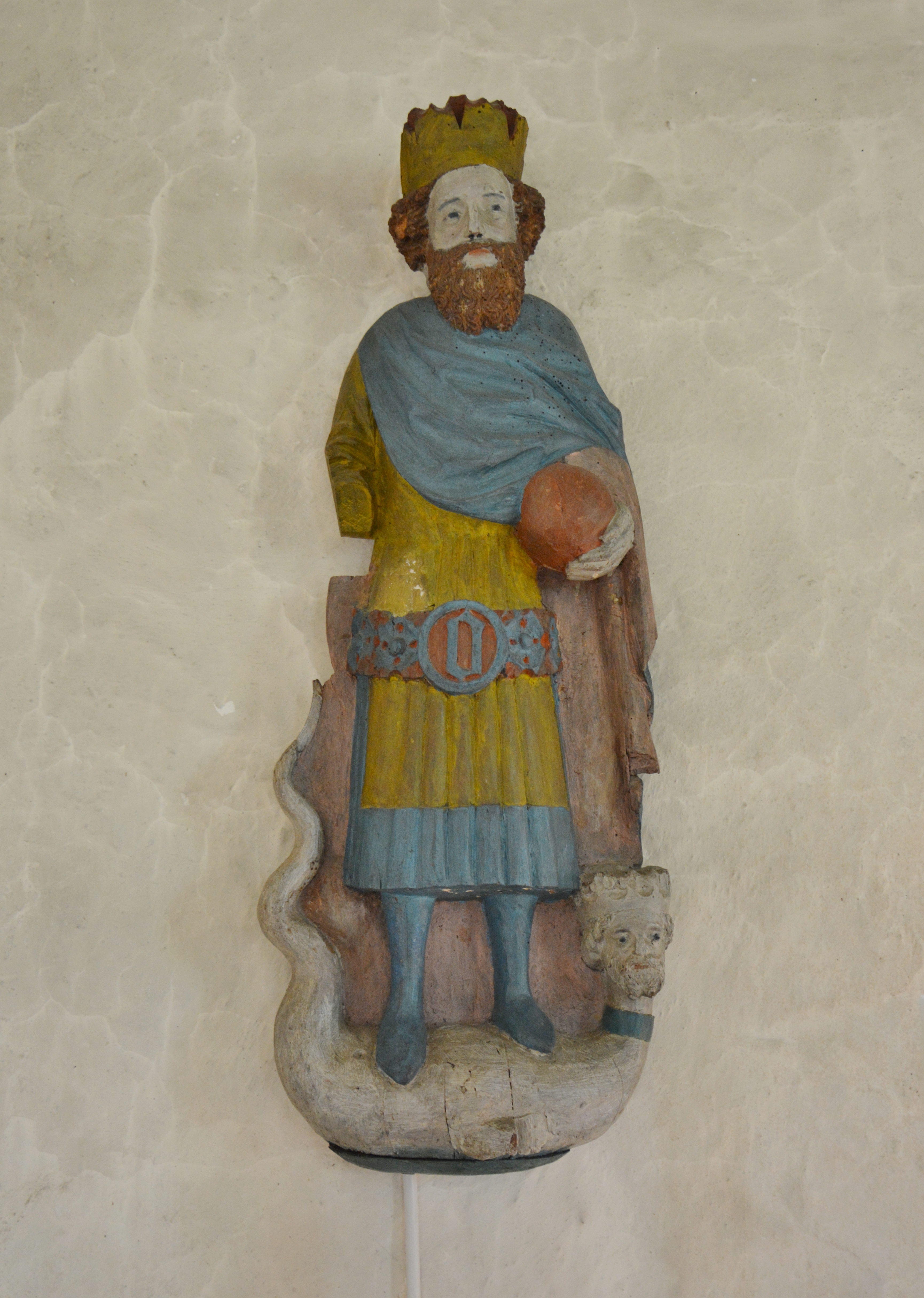
Sankt Olof
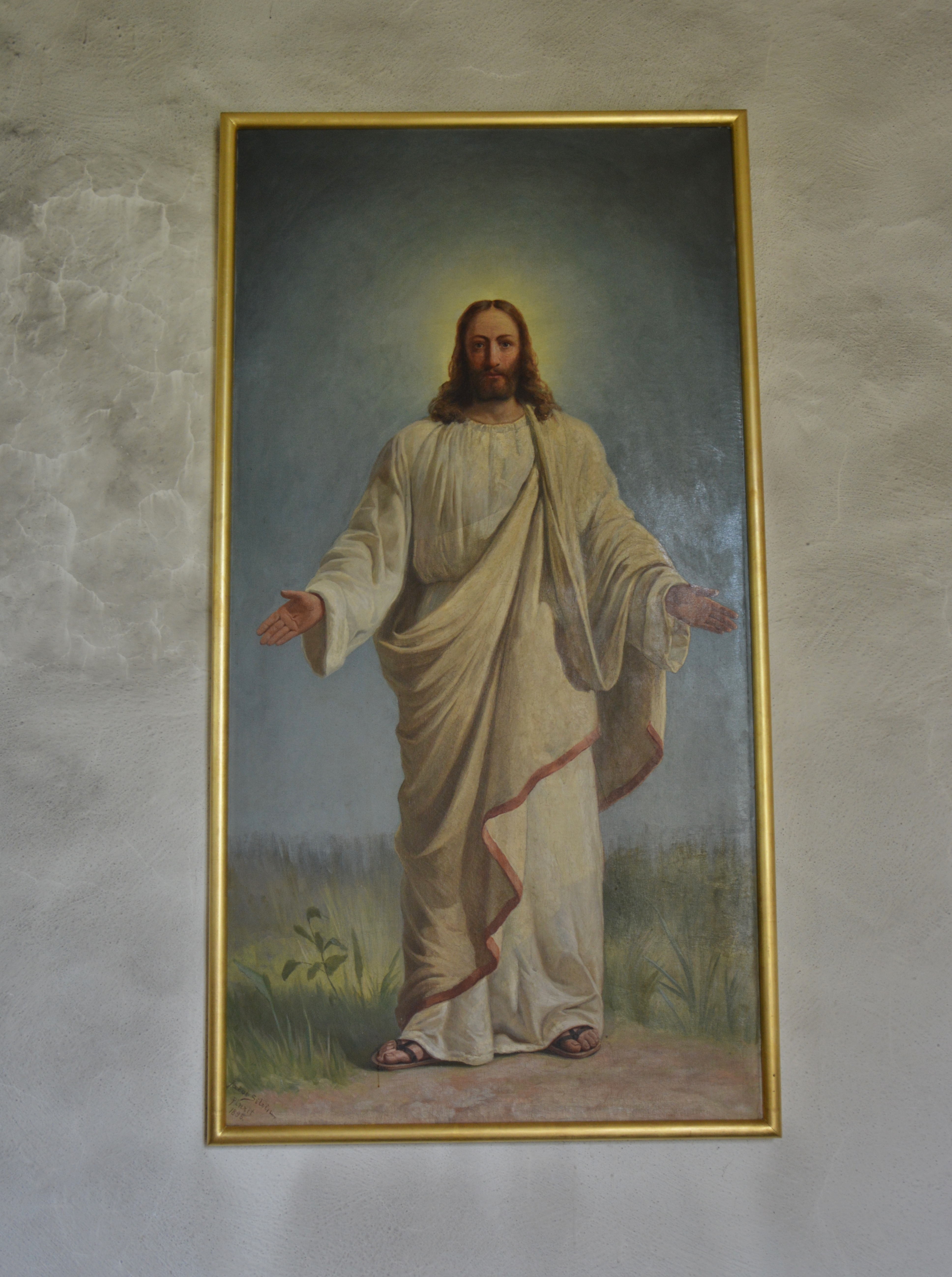
Tidigare altartavla
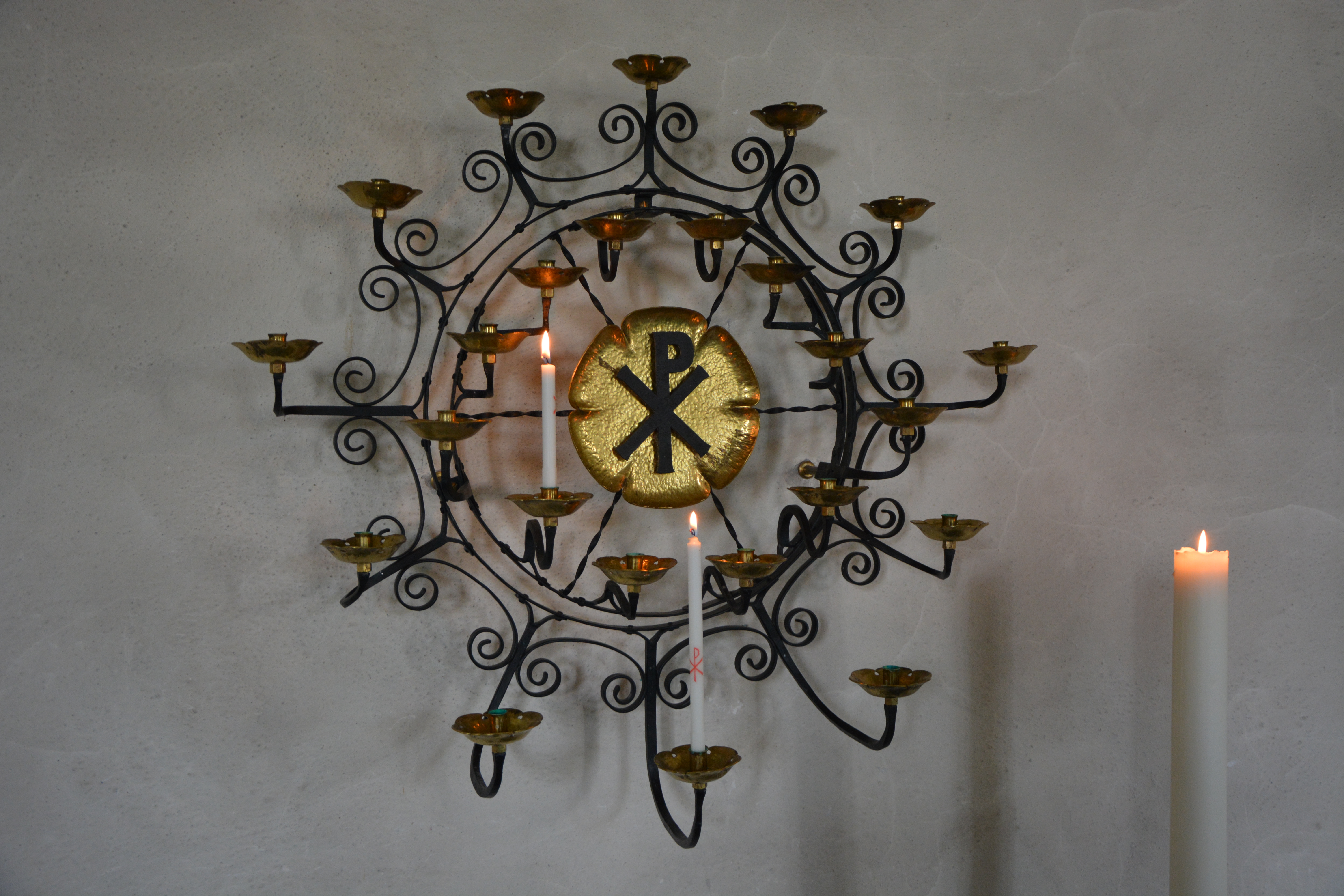
Ljusbärare

## Orgel

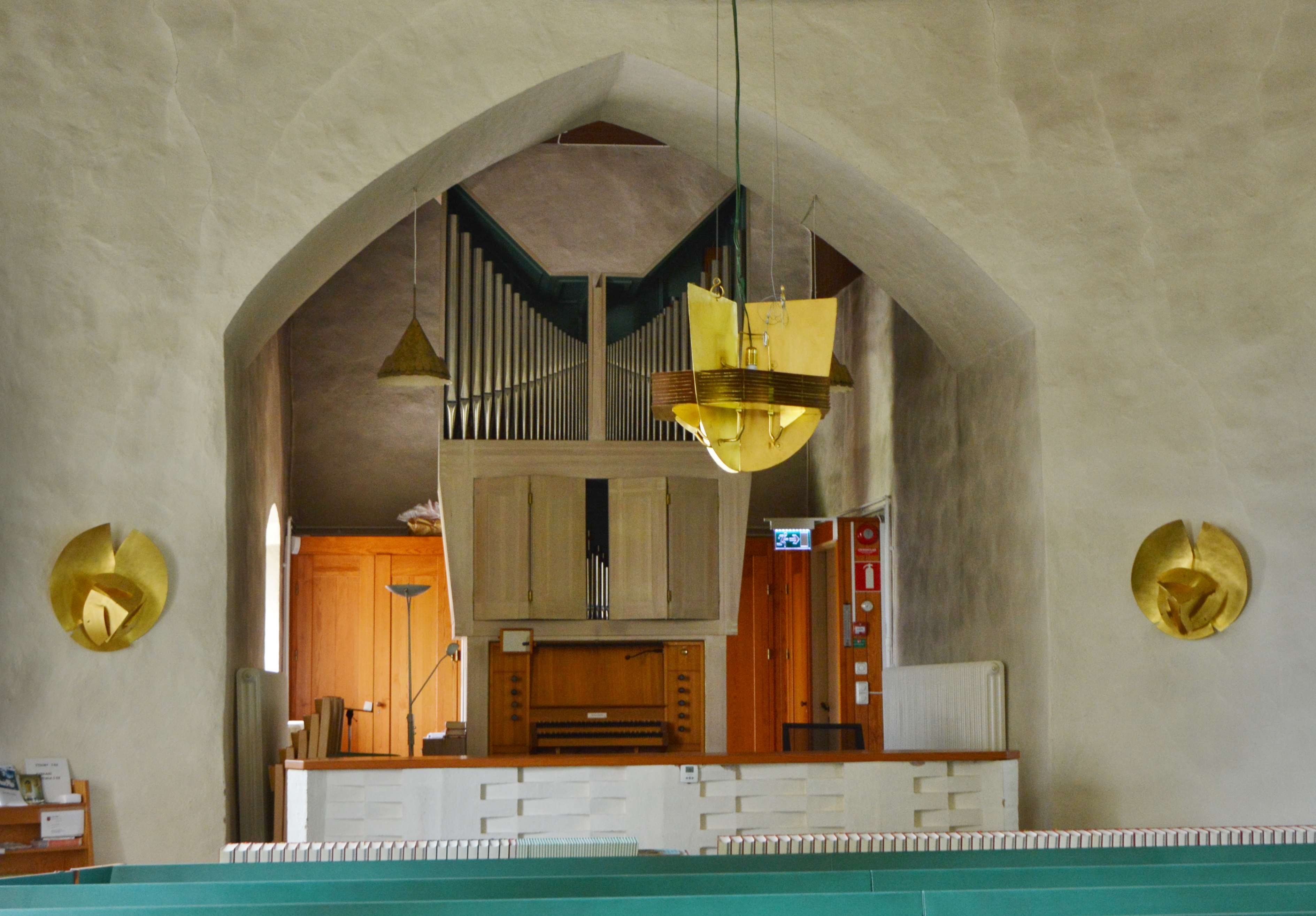
Orgeln

- Innan 1896 fanns en orgel med 4 stämmor
- 1896 byggdes en orgel av Anders Victor Lundahl i Stockholm med fem stämmor. Den förstördes av åsknedslag.
- Nuvarande orgel är byggd år 1964 av Frederiksborg Orgelbyggeri och är mekanisk.

| Manual I     | Manual II      | Pedal      | Koppel |
| Rörflöjt 8’  | Gedackt 8’     | Subbas 16’ | I/P    |
| Princial 4’  | Koppelflöjt 4’ |            | II/P   |
| Waldflöjt 2’ | Principal 2’   |            | II/I   |
| Mixtur 3 ch  | Sifflöjt 1’    |            |        |

## Källor

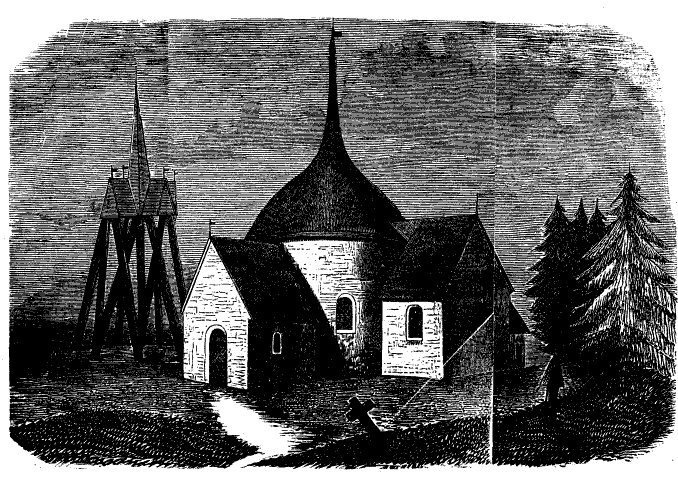
Voxtorps kyrka år 1864, med det medeltida vapenhuset intakt